# Raoul Wallenbergskolan
Raoul Wallenbergskolan (förkortat RWS), är en svensk friskola med förskolor och grundskolor. Skolans profil har en internationell inriktning.

## Profil

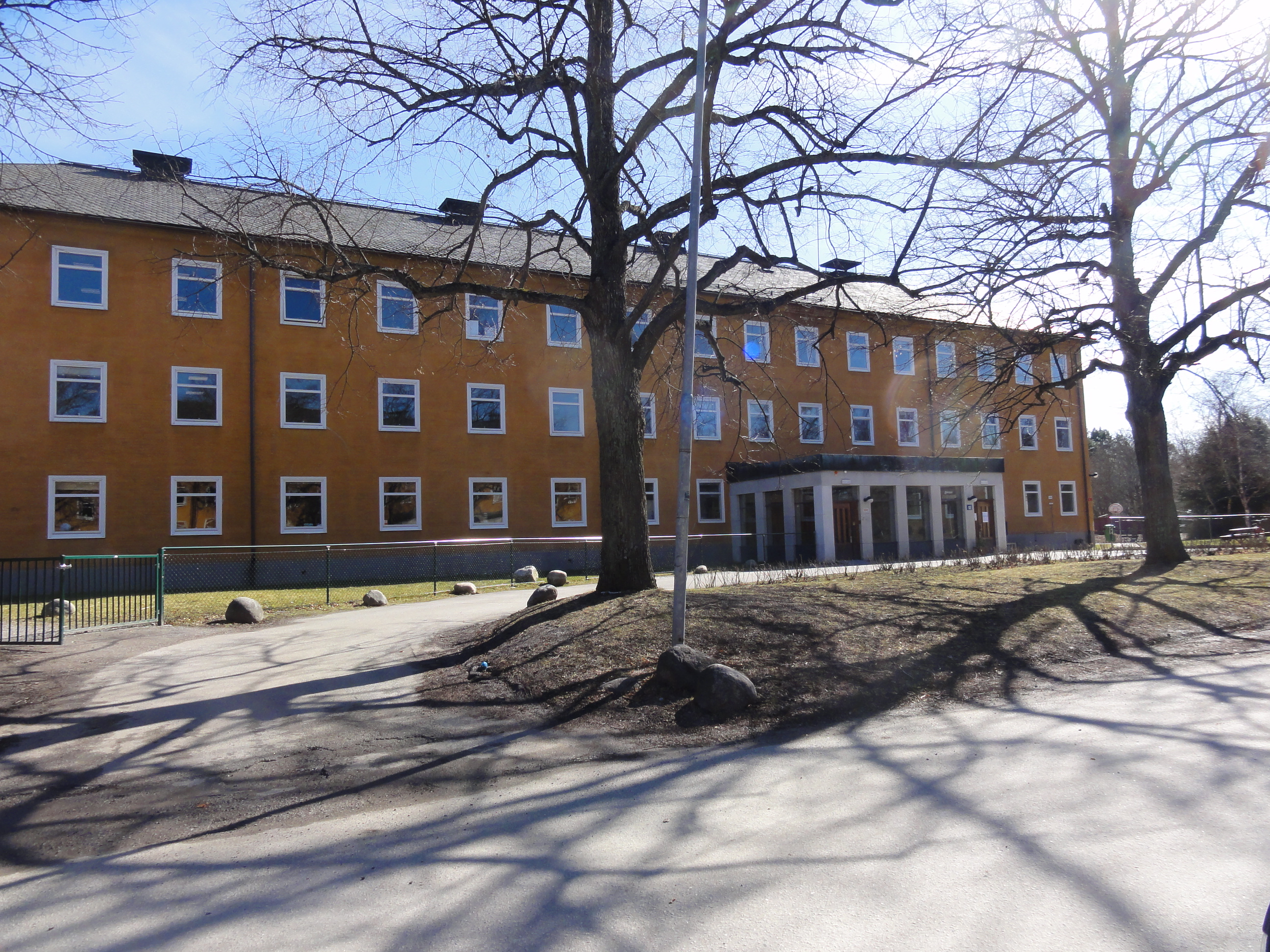
RWS Bromma 2012, ritad av arkitekten Carl Westman.

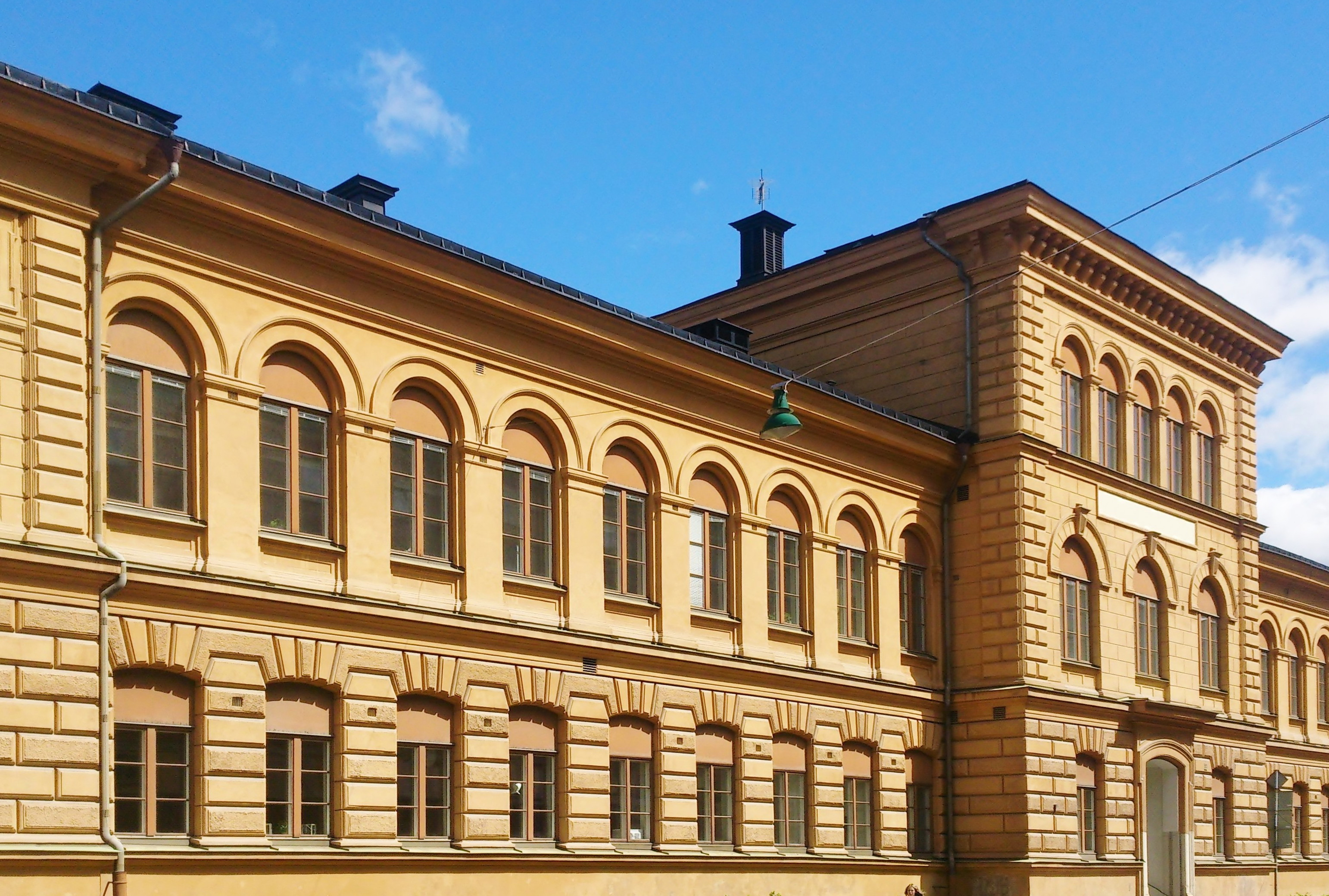
RWS Uppsala 2014, ritad av Carl August Kihlberg.

Raoul Wallenbergskolan hämtar inspiration från Raoul Wallenberg som under andra världskriget hjälpte människor att fly undan Förintelsen. Skolans verksamhet ska, i Raoul Wallenbergs anda, genomsyras av ledorden ärlighet, medkänsla, mod och handlingskraft. Skolverksamheten deltar i aktiviteter som ärar och minnas Raoul Wallenbergs gärningar.
Skolans pedagogiska mission är att "ingen ska hållas tillbaka och ingen ska lämnas efter"
Skolan uppmuntrar till samarbeten och engagemang gränser emellan. Det engelska språket introduceras redan i förskolan och har till högstadiet vuxit att utgöra stora delar av den totala undervisningen. 

## Skolor
- RWF Bromma, startad 2010 på Beckombergavägen 314, Beckomberga

- RWF Mariehäll, startad 2013 på Bällstavägen 8.

- RWF Skokloster, startad 2014 på Abbotvägen 5, Slottsskogen i Håbo kommun

- RWF Skövde, startad 2011 på Stenkilsgatan 8 i centrala delen av staden.

- RWS Bromma, startad 2006 på Beckombergavägen 316.

- RWS Skokloster, startad 2014 på Abbotvägen 1-3, Slottsskogen, Håbo kommun.

- RWS Skövde, startade sin verksamhet höstterminen 2015 på Hammargatan 1.

- RWS Uppsala, startad 2008 och håller till på Kungsgatan 18 (se även Balderskolan).
- RWS Järvastaden, startad 2017 på Fridensborgsvägen 100, Solna.
- RWS Bagartorp, startat 2021 på Bagartorpsringen 20, Solna.
- RWS Lidköping, startade 2022 på Fabriksgatan 4, Lidköping.